# Carinotetraodon borneensis
Carinotetraodon borneensis är en fiskart som först beskrevs av Regan 1903.  Carinotetraodon borneensis ingår i släktet Carinotetraodon och familjen blåsfiskar. Inga underarter finns listade.